# Clematis urticifolia
Clematis urticifolia är en ranunkelväxtart som beskrevs av Takenoshin Nakai. Clematis urticifolia ingår i släktet klematisar, och familjen ranunkelväxter. Inga underarter finns listade i Catalogue of Life.

## Bildgalleri

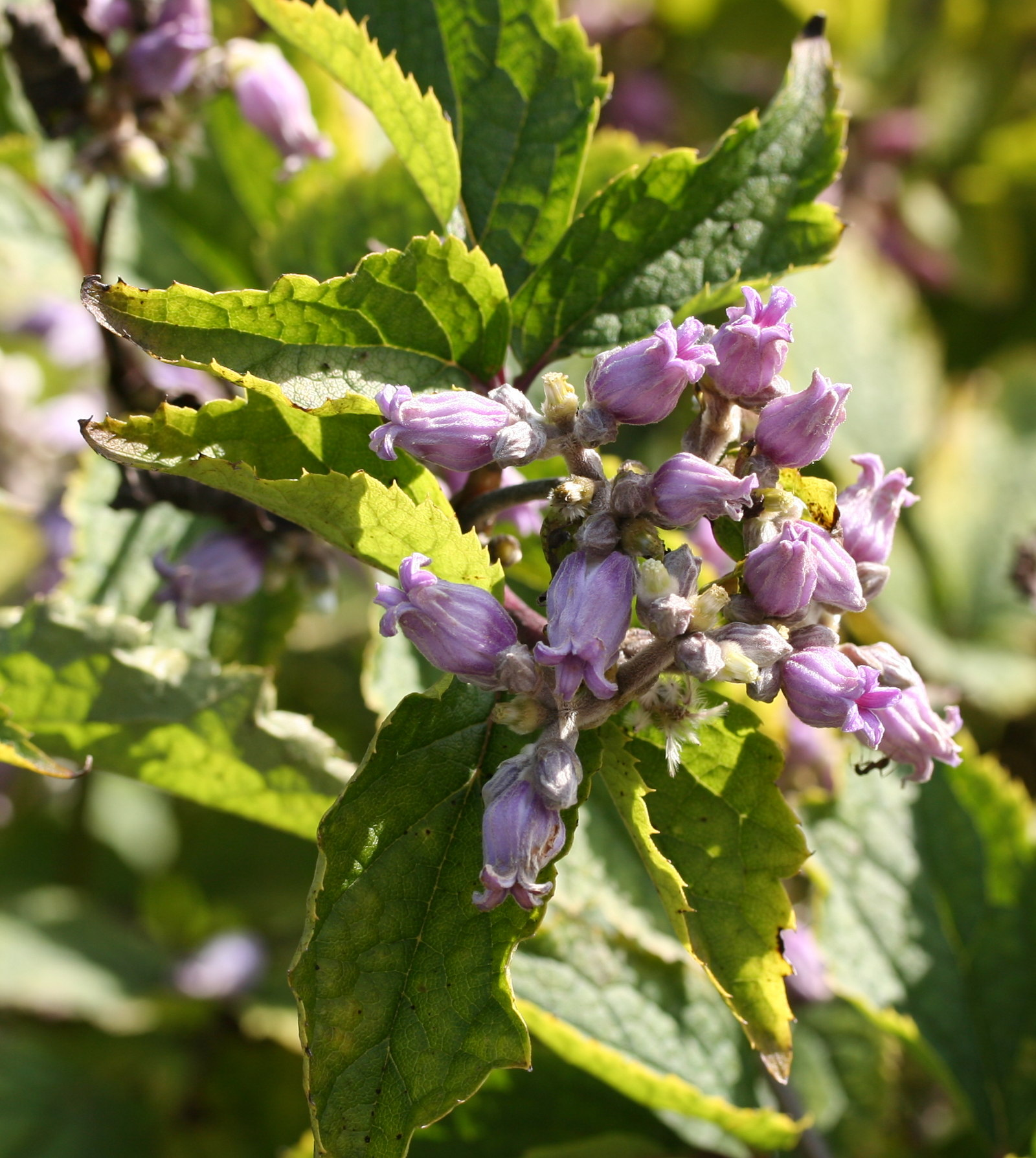
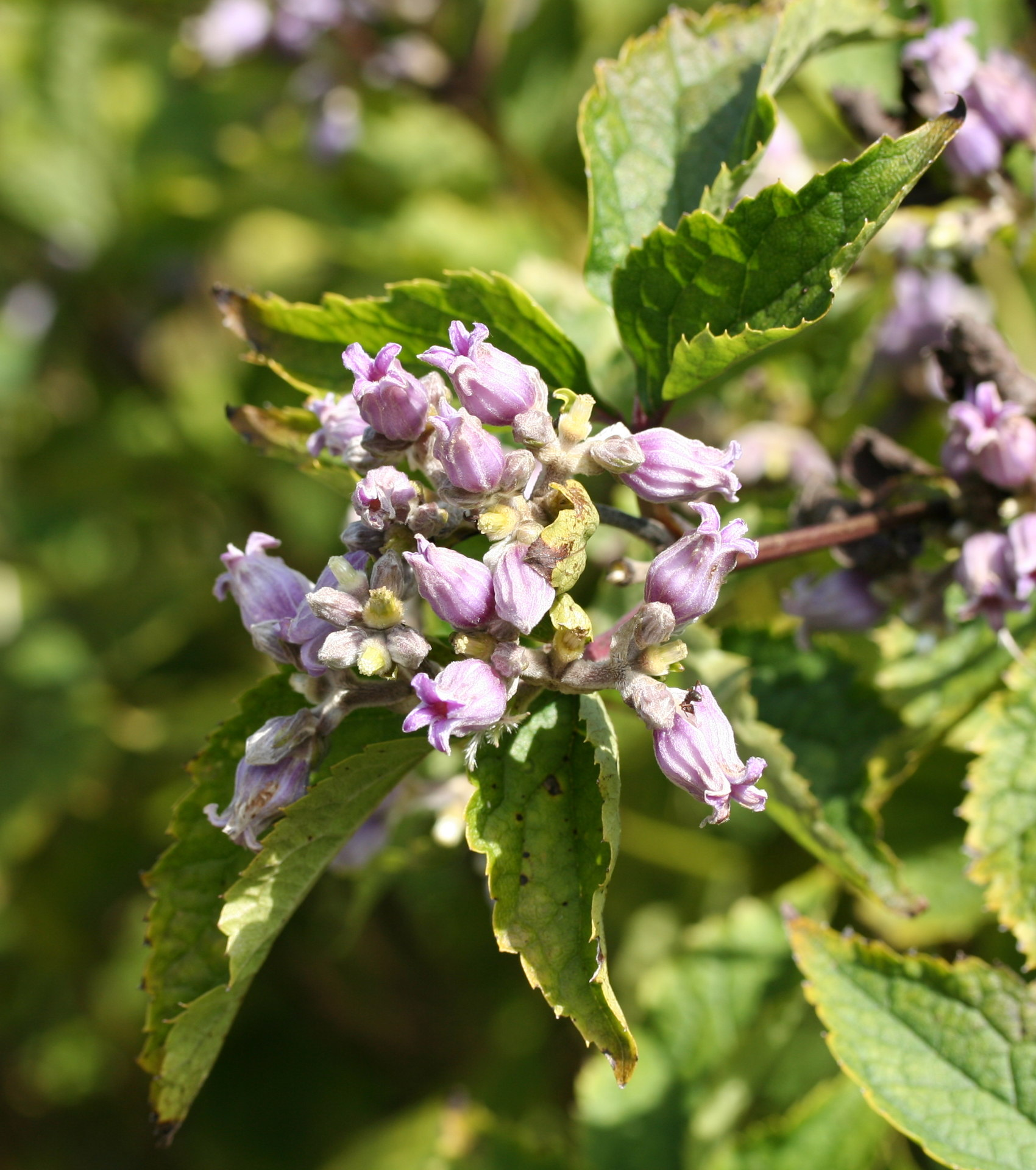